# 29705 Cialucy
29705 Cialucy (1998 YP10) là một tiểu hành tinh vành đai chính được phát hiện ngày 16 tháng 12 năm 1998 bởi A. Boattini và L. Tesi ở San Marcello Pistoiese.